# Insula Prințului Edward
Insula Prințului Edward (PEI sau PEI; franceză: Île-du-Prince-Édouard, galeză scoțiană: Eilean o' Phrionnsa) este o provincie canadiană constând dintr-o insula cu același nume, precum și alte insule. Provincia maritimă este cea mai mică provincie canadiana în suprafața de teren, cât și populație. Insula are și alte câteva nume: "Grădina de Golf", referindu-se la peisajul luxuriant pastoral și a terenurilor agricole în întreaga provincie.

## Istorie
Înainte de afluxul de europeni, oamenii Mi'kmaq locuiau pe Prince Edward Island. Ei au numit-o Epekwitk Island, însemnând "odihnindu-se pe valuri. Nativii au crezut că insula a fost formata de către Marele Spirit introducand pe apele albastre un lut roșu închis, formă in forma de semilună. 

### Colonie franceză
Primul european care a văzut insula a fost Jacques Cartier în anul 1534. Ca parte din coloniei franceze Acadia, insula a fost numită "Île Saint-Jean".

### Asediul din Port-la-Joye
După Asediul Louisbourg (1745) în timpul războiului regelui George's, New England a capturat, de asemenea, Île Saint-Jean (Prince Edward Island). New England a avut o forță de două nave de război și 200 de soldați staționați la Port-La-Joie. Pentru a recâștiga Acadia, Ramezay a fost trimis de la Quebec în regiune. La sosirea la Chignecto, l-a trimis pe Boishebert la Ile Saint-Jean într-o recunoaștere pentru a evalua dimensiunea forței de New England-ului. După întoarcerea lui Boishebert, Ramezay i-a trimis pe Joseph-Michel Legardeur de Croisille et de Montesson, împreună cu peste 500 de bărbați, dintre care 200 au fost Mi'kmaq, la Port-La-Joie. În iulie 1746 s-a desfășurat bătălia în apropierea râului York. Montesson și trupele sale au ucis patruzeci de New Englezi și au capturat restul. Montesson a fost lăudat pentru că s-a remarcat în prima sa comandă independenta.

### Expulzarea acadienilor
Aproximativ o mie de acadieni au trăit pe insula, dintre care mulți au fugit de pe insula la continent care era numit Nova Scotia, în primul val de expulzare britanic ordonat în 1755, ajungând la o populație de 5.000 de locuitori. Cu toate acestea, mulți alții au fost deportați cu forța în al doilea val de expulzare, după Asediul de Louisbourg (1758). În Saint-Jean Ile (1758), generalul Jeffery Amherst a ordonat colonelului Andrew Rollo sa captureze insula. Mulți acadieni au murit în drum spre expulzarea în Franța: la 13 decembrie 1758 nava de transport Ducele William s-a scufundat și 364 au murit. O zi mai devreme Violet s-a scufundat și 280 au murit. Câteva zile mai târziu, Ruby s-a scufundat cu 213 de persoane la bord.

### Colonie britanică
Marea Britanie a obținut insula de la Franța, în conformitate cu termenii Tratatului de la Paris în 1763 care a stabilit Războiului de Șapte Ani. Britanii au numit noua lor coloniei St John's Island. 
Primul guvernator britanic de St John's Island, Walter Patterson, a fost numit în 1769. In 1770, el a avut o carieră controversat în cursul care contestă titlul terenurilor și conflictul încercărilor inițiale de a popula și dezvolta insula în cadrul unui sistem feudal. Într-o încercare de a atrage coloniști din Irlanda, într-una din primele sale acțiuni (1770) Patterson a condus asamblarea insulei coloniale si de a redenumi-o insula "New Irlanda", dar guvernul britanic sa opus prompt. Numai Consiliul Coroană de la Londra ar putea schimba numele unei colonii. 

### Confederația

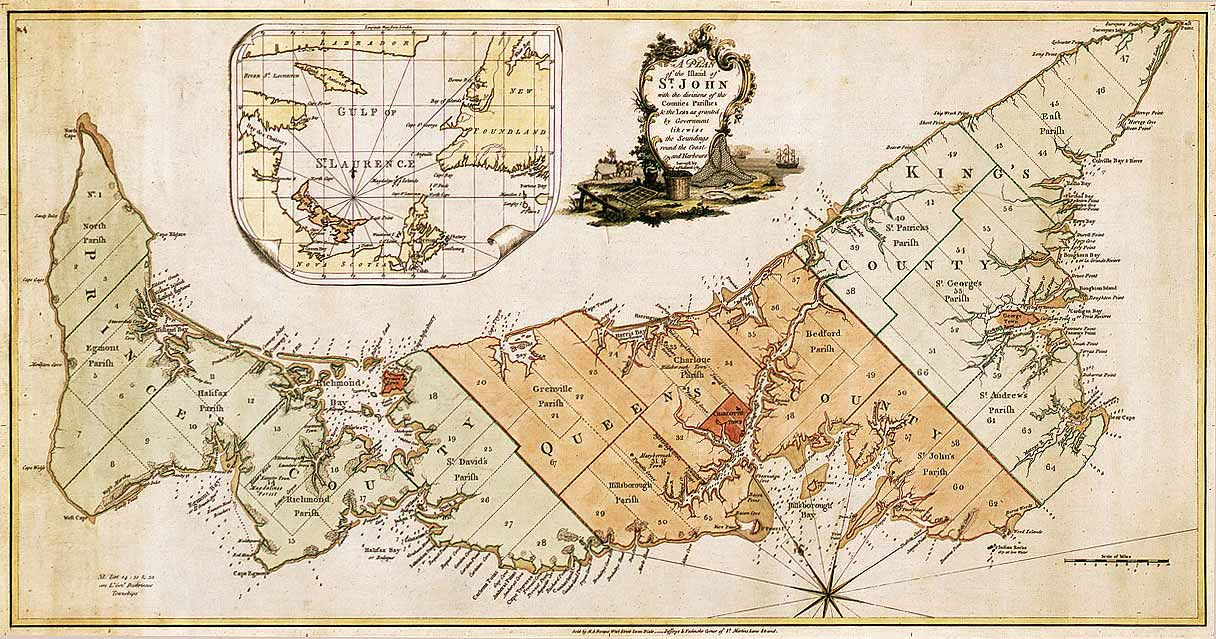
Prince Edward Island map 1874

În septembrie 1864, Prince Edward Island a găzduit Conferința Charlottetown, care a fost prima întâlnire în procesul care a condus la articolele de Confederației și crearea de Canada în 1867. Prince Edward Island nu a găsit punctul de vedere al uniunii favorabile și a ezitat la aderare, în 1867, alegând să rămână o colonie a Regatului Unit al Marii Britanii și Irlandei. La sfârșitul anilor 1860, colonia a examinat diferite opțiuni, inclusiv posibilitatea de a deveni un dominionul lui discret în sine, precum și delegațiile de divertisment din Statele Unite, care s-au interesat de Prince Edward Island pentru aderarea la Statele Unite ale Americii.
În 1871, colonia a început construcția unei căi ferate și frustrat de Great Britan's Colonial Office, au început negocierile cu Statele Unite..
În 1873, prim-ministrul Sir John A. McDonald, nerăbdător pentru a contracara expansionismul american cu care se confruntă Scandal din Pacific, a negociat ca Prince Edward Island să se alăture Canadei. Guvernul Federal al Canadei și-a asumat datoriile coloniei extinse de cale ferată și au convenit să finanțeze un buy-out din ultimi proprietari absenți ai coloniei pentru a elibera insula mandatului de închiriere și de la orice noi imigranți care intră în insulă. Prince Edward Island a intrat Confederație la 1 iulie 1873.
Ca urmare a găzduirii reunirii inaugurală a Confederației, Conferința Charlottetown, Prince Edward Island se prezintă ca "locul de naștere al Confederației" cu mai multe clădiri, o navă feribot, și Confederația Bridge (construita in 1993-1997). Cladirea mai proeminent în provincie cu acest nume este Centrul Confederația Arte, prezentata ca un cadou pentru locuitori Prince Edward Island de 10 guverne provinciale și Guvernul Federal, la centenarul Conferinței de la Charlottetown, în cazul în care se află în Charlottetown ca o monument national la Parinti "al Confederației".

## Geologie
Între 250-300 milioane de ani în urmă, aburii de apă dulce curgeau din munții vechi si aduceau nămol, nisip și pietriș în ceea ce este acum Golful St. Lawrence. Aceste sedimente acumulate formau un bazin de sedimentare, care se completează până la roca insulei. Când ghețarii Pleistoceni s-au retras aproximativ 15.000 de ani în urmă, resturile glaciare ar fi fost lăsate în urmă pentru a acoperi cele mai multe din zonele care vor deveni insula. Această zonă a fost legată de continent printr-o fâșie de pământ, dar atunci când nivelul de ocean a crescut,  deoarece ghetarii s-au topit, acesta banda de teren a fost inundata, formând insula.

## Climat

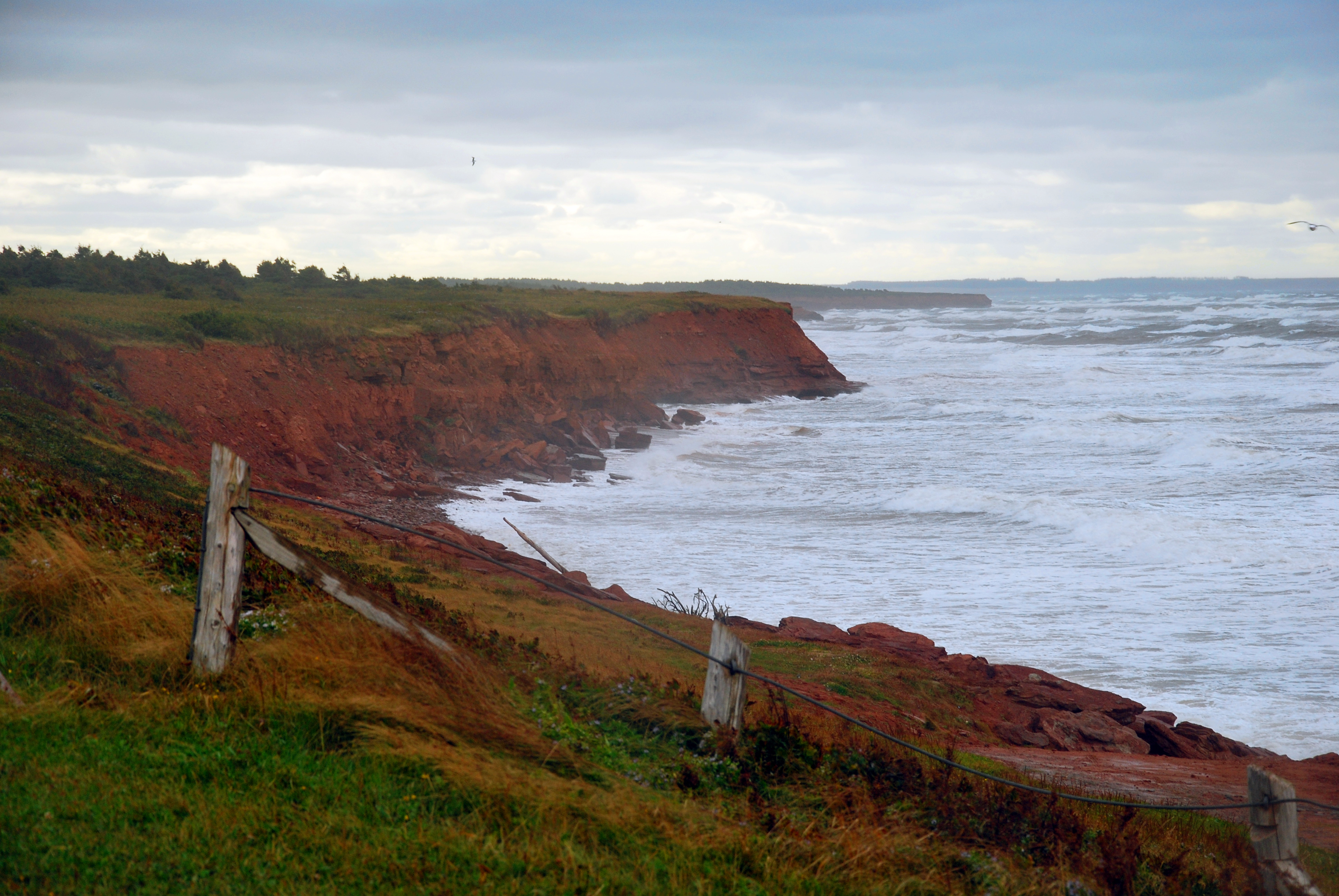
Coasta insulei Prince Edward pe langa Cavendish

Iernile sunt moderat reci, cu ciocniri de aer rece Arctic și aer bland Atlantic provocând leagăne frecvente de temperatură. Din decembrie până în aprilie, insula are, de obicei multe furtuni (care poate produce ploaie, precum și zăpada) și viscole. De obicei temperaturile de primavara, rămân reci până când gheața se va topit in mare, de obicei, la sfârșitul lunii aprilie sau începutul lunii mai. Verile sunt moderat calde, dar rareori incomode, cu temperatura maximă zilnică, numai ocazional, ajunge la 30 °C (86 °F). Există precipitații ample pe tot parcursul anului, deși este cea mai grea în toamnă târzie și la începutul iernii și primăvara la mijlocul.

## Guvernul
Prince Edward Island are un nivel ridicat de reprezentare politică, cu patru membri ai Parlamentului, patru senatori, 27 de membri in Adunarea Legislativă și două orașe, șapte orașe și comunități rurale, peste cinci sute de consilieri municipali și primari. Acest lucru oferă un total de 566 de oficiali aleși pentru o populație (în 2006) de 135.851.

## Religie
În mod tradițional, populația a fost împărțită în mod egal între catolici și protestanți afilieri. Recensământul din 2001 a indicat numarul de aderenti pentru Biserica Romano-Catolică cu 63.240 (47%) și diferite biserici protestante cu 57.805 (43%). Aceasta a inclus Biserica Unită din Canada, cu 26.570 (20%); Biserica Prezbiteriană cu 7.885 (6%) și Biserica Anglicană din Canada cu 6.525 (5%); cei cu nici o religie nu au fost printre cele mai scăzute din provincii cu 8.705 (6,5%).

## Educație

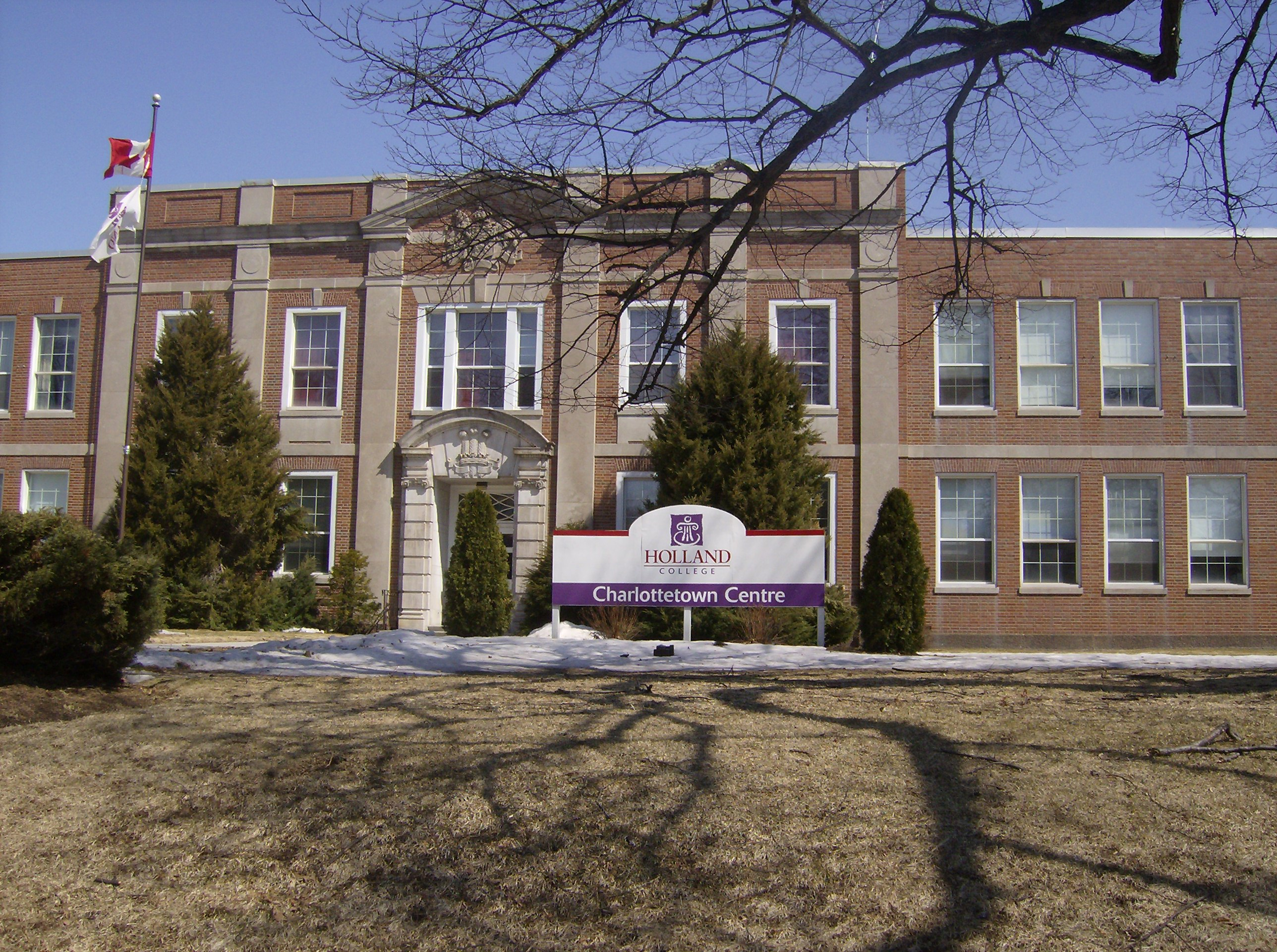
Holland College

Prince Edward Island are o universitate, Universitatea din Prince Edward Island (UPEI), situata în orașul Charlottetown. Universitatea a fost creata de Insula pentru a fi înlocuita cu Prince of Wales College și Universitatea "St. Dunstan's". UPEI este, de asemenea, casa, Colegiului Atlantic veterinar, care oferă singurul program de medicina veterinară.
Holland College este un colegiu in comunitatea provinciala, cu campusuri în întreaga provincie, inclusiv instalațiile de specialitate, cum ar fi Academia de Poliție Atlantic, Centrul de Instruire Marina, și Institutul Culinară din Canada.
Sistemul de scoala din Prince Edward Island are două districte școlare de limba engleza, de Est și de Vest, precum și un district francofon. Districtele în limba engleză au un total de 10 școli secundare și 54 de școli elementare și intermediare, în timp ce cartierul francofon are 6 școli care să acopere toate clasele.
Prince Edward Island, împreună cu majoritatea regiunilor rurale din America de Nord, se confruntă cu un ritm accelerat de emigrare a tinerilor. Guvernul provincial estimează că înscrierea la școala publica va scădea cu 40% în timpul anului 2011. 